# Мижлочениј Баргаулуј (Бистрица-Насауд)
Мижлочениј Баргаулуј (рум. Mijlocenii Bârgăului) насеље је у Румунији у округу Бистрица-Насауд у општини Жосениј Баргаулуј. Oпштина се налази на надморској висини од 474 m.

## Становништво
Према подацима из 2002. године у насељу је живело 1757 становника, од којих су сви румунске националности.